# Pseudopiptadenia schumanniana
Pseudopiptadenia schumanniana là một loài thực vật có hoa trong họ Đậu. Loài này được (Taub.) G.P.Lewis & M.P.Lima miêu tả khoa học đầu tiên.